# Dorothy Catherine Draper

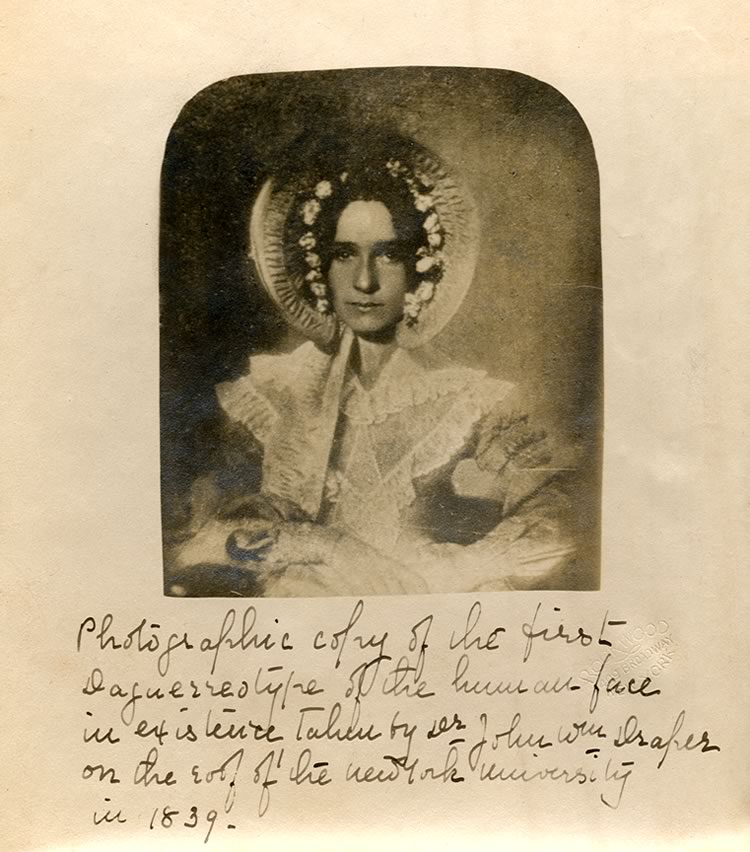
John William Draper: Dorothy Catherine Draper, první portrétní snímek ženy, 1893 (kopie originální daguerrotypie z roku 1840)

Dorothy Catherine Draper (6. srpna 1807 Newcastle-upon-Tyne – 10. prosince 1901 Hastings-on-Hudson) byla sestra amerického filozofa, lékaře, chemika, historika a fotografa Johna Williama Drapera. Byla první ženou na světě, jejíž portrét byl zobrazen na fotografii.

## Portrét
Na konci roku 1839, krátce poté, co Louis Daguerre oznámil objev způsobu zachycení obrazu na měděnou postříbřenou desku, se J. W. Draper – výrobce vlastní originální konstrukce fotoaparátu a učitel chemie na New York University (později prezident Americké Chemické společnosti) – rozhodl podniknout řadu pokusů jak napodobit Daguerra. Na počátku roku 1840 byl schopen získat jasnou fotografii své sestry Dorothy.
Tato fotografie byla pořízena na střeše hlavní budovy New York University, v podmračený den, s 65vteřinovou expozicí. Aby byl obraz jasnější, měla Dorothy svou tvář pokrytou vrstvou mouky.
Nyní se původní snímek (poškozený při neúspěšném pokusu o restaurování v roce 1934) nachází v muzeu Spencer Museum of Art v Lawrence (Kansas).